# Mark Eyskens
Marc Maria Frans, vescomte Eyskens (Lovaina, 29 d'abril de 1933 , conegut com a Mark Eyskens (pronunciació: [mɑɾk ʔɛɪ̯skəns]), és un economista i polític belga del Partit Popular Cristià (CVP), que el 2001 va canviar de nom en Cristiana Democràtica i Flamenca (CD&V).

## Biografia
Va néixer a Lovaina, fou fill del vescomte Gastó Eyskens que també va ser primer ministre, i va viure durant un temps en la International House de Nova York. Té diversos graus de la Universitat de Lovaina. Es va graduar en filosofia i es doctorà en dret i economia. Va ensenyar a la mateixa universitat.
La seva carrera política va començar quan va ser nomenat el 1962 assessor del ministre d'Hisenda, André Dequae. El 1976 va ser un dels ministres del govern CVP dirigit per Leo Tindemans. En total, entre 1976 i 1992, participa durant tretze anys als successius governs, on va ocupar diversos càrrecs com el de ministre de Finances i Afers Exteriors.
L'abril de 1981, es va convertir en primer ministre d'un govern de coalició entre Christen-Democratisch en Vlaams i socialistes. Només uns pocs mesos després, el 21 de setembre, el govern cau després d'una disputa sobre el finançament de la indústria de l'acer de Valònia. Abans de les eleccions anticipades del 8 de novembre de 1981, el seu govern aprova una mesura que atorga el dret de vot als joves de 18 a 21 anys. El 17 de desembre, Wilfried Martens (1936-2013), el predecessor d'Eyskens, el va succeir com a primer ministre.
De 1977 a 1995 fou regidor de la ciutat de Lovaina. Des de 1992 és membre del Consell d'Europa i la Conferència de la Unió d'Europa Occidental. El 1992, també comença a ensenyar economia, l'ocupació que va mantenir fins al novembre de 1998. Des del 18 de novembre 1998, va ser Ministre d'Estat.